# Ernest Butler
Ernest "Ernie" Butler (13 tháng 5 năm 1919 – 31 tháng 1 năm 2002) là một cầu thủ bóng đá người Anh.
Ông ký hợp đồng với Portsmouth từ Bath City và phục vụ tại Royal Navy trong Thế chiến thứ hai và là thủ môn khách mời của Tranmere Rovers khi đóng quân ở Merseyside. Tại Portsmouth ông giành chức vô địch Football League Championships.